# Gutenbergschule Reutlingen
Die  Gutenbergschule Reutlingen ist eine Sonderschule mit 12 Jahrgängen im Reutlingener Stadtteil Orschel-Hagen. Vom 21. Januar 1973 bis 1976 war sie die einzige Grundschule im Programm der Modellschulen des Landes Baden-Württemberg. 1978 wurde sie mit der benachbarten Grund- und Hauptschule zusammengelegt.

## Geschichte

### Modellschule
Zu Anfang stand ein Schulversuch der damaligen Pädagogischen Hochschule Reutlingen, heute Pädagogische Hochschule Ludwigsburg im Jahre 1968, der später in den Status einer Modellschule überging. Dieser Versuch wurde als Modell vom Kultusministerium, der Schulverwaltung, der Stadt Reutlingen, von Eltern, von der Pädagogischen Hochschule, der Schulleitung und den Lehrern der Gutenbergschule, Vertretern der weiterführenden Schulen und dem Institut für Bildungsplanung und Studieninformation geplant und geleitet. Hildegard Kasper, damals Professorin an der Pädagogischen Hochschule Reutlingen, war Vorsitzende der Planungsgruppe.
Das Maximum waren 960 Grundschüler im Jahre 1971. Jede Klassenstufe war siebenzügig in bis zu 28 Klassen mit circa 35 Schülern je Klasse. Schulleiter war Jörg Haug. Die Schule war in drei unterschiedlichen Gebäuden untergebracht. Am 21. Januar 1973 begann der Modellversuch, an dem nur die 3. und 4. Schuljahre beteiligt wurden. 1973 befasste sich auch die damalige Bundesregierung mit dem Modellversuch. Von 1973 bis 1976 arbeiteten Projektgruppen vor allem in den Forschungsgebiete Englisch in der Grundschule (Hanna Sattler), Mathematik (Siegfried Kothe), Differenzierungsmaßnahmen in Form von Kurssystemen und Pädagogisch-psychologischer Begleitforschung (Berthold Thiel), natur- und sozialwissenschaftlicher Sachunterricht (Jörg Haug) sowie Differenzierung des Schulanfangs im Erstleseunterricht (Kurt Meisers).
Zentrale Ziele waren u. a. die Förderung der selbstverantwortlichen Eigenständigkeit, die Selbststeuerung der Lernprozesse von Kindern und die Reduzierung lehrer-dominanten Verhaltens („Lernen des Lernens“), ein hohes Maß an Differenzierung und Förderung der individuellen Kräfte des einzelnen Kindes und die generelle Transparenz des Schullebens. Die damalige Zeit war geprägt von der Bereitschaft, Schule und ganz besonders die Grundschule weiterzuentwickeln, mit der Zielsetzung bestmöglicher Förderung aller Begabungen und Ausgleich von Startnachteilen.
Personell und materiell war die Schule sehr gut ausgestattet. Die Lehrkräfte leiteten daraus die Verpflichtung ab, sich intensiv für die Aufgabe einzusetzen und sich hausintern und extern fortzubilden. Jede Projektgruppe war verpflichtet, einmal in der Woche zu tagen und Freitagnachmittags eine Gesamtkonferenz abzuhalten. Auch bei den weiterführenden Schulen entwickelte sich eine zunehmende Akzeptanz durch gegenseitige Hospitationen und Informationen. Die Stadtbibliothek erhielt Hinweise seitens Lehrern, welche Themen beispielsweise im Sachunterricht geplant waren, damit sich die Kinder dort Fachliteratur besorgen konnten, die sie in verschiedener Form in den Unterricht einbrachten. Das Interesse an den Entwicklungen der Gutenbergschule zeigte sich neben zahlreichen Berichten in der Presse in Besuchergruppen, darunter Hochschullehrer, Kollegien, Schulleiter, Vertreter aus der Schulverwaltung, Gäste aus England bis hin zum Besuch von Erwin Schwartz, dem Vorsitzenden des Arbeitskreises Grundschule aus Frankfurt 1973. Die Ideen in der Unterrichtsgestaltung gingen in den Bildungsplan für die Grundschule in Baden-Württemberg 1977 ein und konnte dadurch an anderen Grundschulen verwirklicht werden. Der Englischunterricht, der mit Erfolg erprobt worden war und der von allen Beteiligten rundum positiv beurteilt wurde, fand keinen Eingang in die Bildungspläne. Zahlreiche Anregungen und Ideen aus der Modellschule wurden an der Pädagogischen Hochschule Reutlingen und in der Lehrerfortbildung durch Hochschulvertreter und Lehrer der Gutenbergschule aufgegriffen und weiter getragen. Mehrere Lehrkräfte der Schule übernahmen Schulleitungen oder Aufgaben in der Schulverwaltung und multiplizierten so das Gedankengut.
Eine Reihe von Publikationen gingen aus der Arbeit an der Gutenbergschule bis zum Ende des Modellstatus 1976 und danach hervor. Die Schülerzahl von anfangs 960 im Jahre 1971 verminderte sich bis 1977 auf 420, woraufhin die Grundschule mit der benachbarten Grund- und Hauptschule zusammengelegt wurde.

### Ab 2008
Seit 2008 unterhält die Oberstufe einen jährlich einwöchigen Schüleraustausch mit der Wilhelm-Maybach-Berufsschule. 2009 beteiligte sie die Schule am Projekt Erste „Stufen zum Erfolg“ der Wirtschaftsjunioren und wurde 3. beim Fußballturnier der Förderschulen im Regierungsbezirk Tübingen. 2010 wurde die Schule bundesweit dafür bekannt, dass sie Schüler im Berufsvorbereitungsjahr (BVJ) durch ein theaterpädagogisches Projekt im Rahmen der Aktion „Wirtschaft macht Schule“ der IHK förderte.

## Besonderheiten
- An der Schule gibt es die Schülerfirma DigiFix die Schallplatten, Dias und andere analoge Datenträger digitalisiert.[12]
- Die Schule ist von Montag bis Donnerstag eine Ganztagsschule.[13]
- Die Schule bietet Frühförderung und Frühberatung. In der Unterstufe wird in Anlehnung an Maria-Montessori-Pädagogik unterrichtet. In der Mittelstufe wird Themenzentriertes Lernen praktiziert. In der Oberstufe herrschen Praxisorientierung und Arbeitserprobungen vor.[1]
- Im Einzugsbereich der Gutenberg-Schule wird mit den dort ansässigen Grund- und Hauptschulen kooperiert.[1]
- Es gibt Schulsozialarbeit (schulpsychologische Betreuung und sozialpädagogische Schulsozialarbeit) sowie Betreuung im Rahmen der Verlässlichen Grundschule, Nachmittagsbetreuung sowie eine nachgehende Betreuung ehemaliger Schüler.[1]
- Auf dem Schuldach steht seit 2004 die erste Bürger-Solaranlage von Reutlingen.[14]

### Grundschulmodell Gutenbergschule Reutlingen Orschel-Hagen
- Jörg Haug: Gutenbergschule Reutlingen. Grundschulmodell. In: www.reutlingenwiki.de, Gutenbergschule, Reutlingen 2011.
- Wolfgang Keim: Kursunterricht, Begründungen, Modelle, Erfahrungen. Wissenschaftliche Buchgesellschaft, 1987, ISBN 3-534-08738-0, S. 330 ff.
- Rolf Siller: Sachunterricht in der Grundschule. Mit einem Beitrag von Jörg Haug über das Projekt Sachunterricht der Gutenbergschule Reutlingen. Ludwig Auer Verlag, Donauwörth 1981, ISBN 3-403-01153-4.
- Hildegard Kasper (Hrsg.): Vom Klassenzimmer zur Lernumgebung. Ulm 1979.
- Kurt Meiers: Differenzierung im Anfangsunterricht: Abschlußbericht des Projekts am Grundschulmodell Gutenbergschule Reutlingen Orschel-Hagen (Schuljahre 1974–1977). 1978, 732 Seiten.
- Dieter Haarmann u. a. (Hrsg.): Lehren und Lernen in der Grundschule. Braunschweig 1977. Darin: Grundschulmodell Gutenbergschule Reutlingen.
- Jörg Haug (Hrsg.): Sachunterricht in der Grundschule: Methoden u. Beispiele; Stuecke aus d. Projekt Sachunterricht d. Gutenbergschule Reutlingen (Grundschulmodell). In: Band 3 von Lehren und lernen Villingen-Schwenningen / Beiheft der Zeitschrift des Instituts für Bildungsplanung und Studieninformation Stuttgart. Neckar-Verlag, 1977.
- Kurt Meiers: Erstlesen. Bad Heilbrunn 1977. (2., überarbeitete und erweiterte Auflage 1981).
- Berthold Thiel: Fördern durch Lernkontrollen in der Grundschule. In: Die deutsche Schule. Darmstadt 1977.
- Jörg Haug, Hildegard Kasper, Arno Piechorowski: Wege des Lernens im Sachunterricht der Grundschule. In: Erich H. Müller (Hrsg.): Planungshilfen zum Sachunterricht. Ulm 1976.
- Deutscher Bildungsrat (Hrsg.): Zur Förderung praxisnaher Curriculum-Entwicklung. Stuttgart 1974.
- Mechthild Eggern-Linke: Grundschulmodell Gutenbergschule Reutlingen Orschel-Hagen. Abschlussbericht mit Beiträgen der einzelnen Arbeitsgruppen. Reutlingen 1976.
- Jörg Haug, Gottfried Schuler: Niveaukurse im Mathematikunterricht der Grundschule – Ein Erfahrungsbericht. In: Hildegard Kasper (Hrsg.): Differenzierungsmodelle für die Grundschule. Stuttgart 1974.
- Hildegard Kasper (Hrsg.): Differenzierungsmodelle für die Grundschule. Stuttgart 1974.
- Uwe Köster: Die Lernenden sind wichtiger als die Lehre. In: Halbfas, Maurer, Popp: Neuorientierung des Primarbereichs, Bd. 2, Lernen und soziale Erfahrung. Stuttgart 1974.
- Kurt Meiers: Didaktische Konzeptionen zur Eingangsstufe. In: Blätter des Pestalozzi-Fröbel-Verbandes, H. 3 (1974).
- Brigitte Bernecker, Jörg Haug, Siegfried Klöpfer, Rudolf Lettmann, Kurt Meiers: Information: Gutenbergschule Reutlingen, Grundschulmodell. o.O und o. J. (1973).
- Jörg Haug: Die Gutenbergschule Reutlingen – Ein Grundschulmodell. In: Lehrergilde Rundbrief, 23. Jg. 1973, H. 2.
- Jörg Haug: Die Gutenbergschule, Presseberichte, Abschlussbericht (Mechthild Eggern-Linke) u. a. In: Stadtarchiv Reutlingen unter StadtA RT. Gutenbergschule unverz.
- Siegfried Kothe: Fallstudien in Grundschulklassen. In: Beiträge zum Mathematikunterricht. Hannover 1973.
- Kultusministerium Baden-Württemberg (Hrsg.): Modelle und Versuche für die Bildungsreform. Reihe „Bildung für die Welt von morgen“. Stuttgart 1973.
- Kultusministerium Baden-Württemberg (Hrsg.): Grundschulreform – Chance für unsere Kinder. Reihe B Nr. 14. Villingen 1973.

### Vor dem Grundschulmodell
- Hermann Rieger: Die Ausbreitung des Schalls in der Luft. In: Reflektierte SchulPraxis. Villingen 1970.
- Hanna Sattler: Englisch an der Grundschule ab Klasse 2. Erfahrungsbericht zu einem Unterrichtsversuch der Abteilung Englisch der Pädagogischen Hochschule Reutlingen. In: Der fremdsprachliche Unterricht, 1970, H. 15.
- Helmut Veitshans: Luft ist ein Körper. In: Reflektierte Schulpraxis. Villingen 1970.
- Walter Popp: Reutlingen: Gutenbergschule – Grundschule in Verbindung mit der Pädagogischen Hochschule Reutlingen. In: Bildung in neuer Sicht, Reihe A Nr. 15, Villingen 1968.